# موقع هانفورد

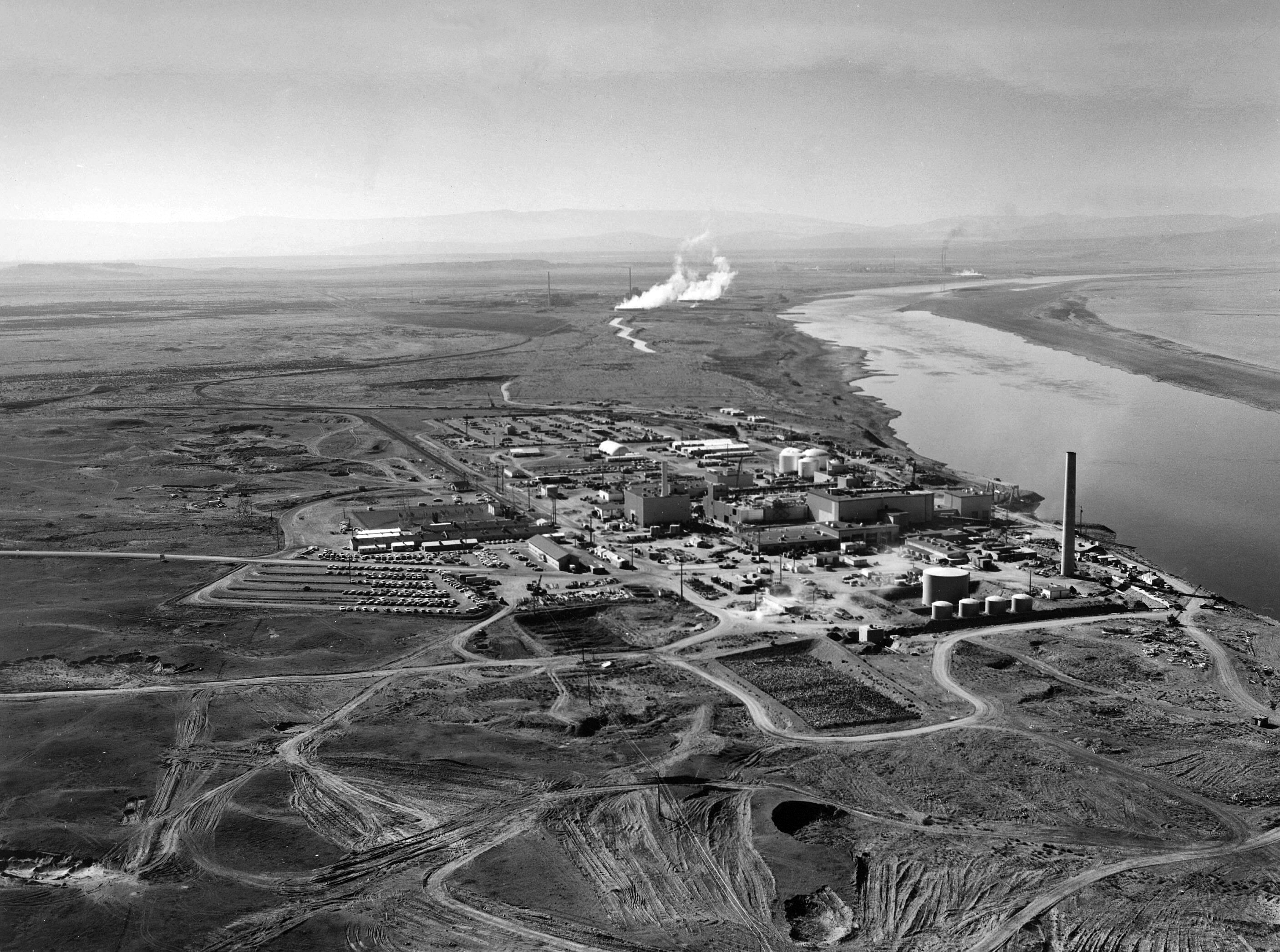
المفاعلاتُ النوويةُ تصطف عاى ضفّة نهر كولومبيا في موقعِ هانفورد في يناير 1960. المفاعل N في المقدمة، مَع المفاعلين التوأمين KE و KW في الخلف تماما. مفاعل B التاريخي، وهو أول مفاعل لإنتاجِ البلوتونيومِ في العالمِ واضح على بعد

إن موقعَ هانفورد هو مخبر خارج عن الخدمة لتركيب الوقود النووي، على نهر كولومبيا في وسط جنوب ولاية واشنطن، والمشغل من قبل الحكومةِ الأمريكية الفيدرالية. أسس في عام 1943 كجزء مِنْ مشروع مانهاتن، وكان الموقع مقراً لمفاعل B، وهو أول مفاعل لإنتاجِ البلوتونيومِ في العالم. استخدم البلوتونيوم المصنع في هذا الموقع في أول قنبلة نووية، اختبرت في تجربة موقع ترينيتي، وفي قنبلة فات مان التي ألقيت على ناغازاكي في اليابان.
أثناء الحرب الباردة، توسع المشروع ليتَضْمن تسعة مفاعلاتَ نوويةَ وخمسة مفاعلات بلوتونيومَ هائلَة، تنتج البلوتونيوم لأكثر من 60,000 سلاح في الترسانةِ النوويةِ الأمريكيةِ. طوّرتْ التقنيةُ النوويةُ بسرعة أثناء هذه الفترةِ، وأنتجَ علماءَ هانفورد العديد مِنْ الإنجازاتِ التقنيةِ البارزةِ. على أية حال، العديد مِنْ إجراءاتِ الأمانِ المبكّرةِ والتخلص من النفاياتِ كَأنت ناقصة. أكدت الوثائق الحكومية مُنْذُ ذلِك الحينِ أنّ عملياتَ هانفورد أصدرتْ كمياتَ معتبرة مِنْ الموادِ المُشعّة إلى الهواءِ وإلى نهرِ كولومبيا، مما يُهدّد صحةَ السكّانِ والأنظمة البيئية.
خرجت المفاعلات المنتجة للأسلحة النووية عن الخدمة في نهاية الحرب الباردة، ولكن عمليات التصنيع خلفت ورائها 53 مليون غالون أمريكي (204,000 m³) من الفضلات المشعة عالية المستوى والتي بقيت في الموقع. وهذا يمثل ثلثي حجم الفضلات المشعة عالية المستوى. اليوم، موقع هانفورد هو الموقعُ النوويُ الأكثر تلوثاً في الولايات المتّحدةِ، وبؤرة للتنظيفِ البيئي. أغلب النشاطِ الحاليِ في الموقعِ يُتعلّقُ بمشروعِ التنظيف، يَستضيف الموقع أيضاً محطة طاقة نووية تجارية، وهي محطة توليد كولومبيا، ومراكز مُخْتَلِفة للبحث العلمي والتطويرِ مثل المخبر الوطني لشمال غرب المحيط الهادي.